# Nemes Ferenc
Nemes Ferenc, Niedermann, írói álneve: Inconnue (Nagykároly, 1908 – Auschwitz, 1944) erdélyi magyar író, újságíró, humorista.

## Életútja
A középiskola elvégzése után egy időre New Yorkba költözött. Hazatérve 1931-től a Brassói Lapok, majd a Tribün munkatársa. Szatirikus verseivel és politikai paródiáival tűnt fel. A lap kiadásában megjelenő Ajándékregénytár 9. kötetében humoros ifjúsági regényíróként is bemutatkozott. 1940-től Kolozsvárt a Keleti Újság belső munkatársa, de a zsidóellenes sajtókamarai törvény hatályba lépése után csak névtelenül dolgozhatott tovább. Nyirő József főszerkesztő és Finta Zoltán szerkesztő, sőt a jobboldali Olajos Domokos fedezete alatt is éveken át közölhette – mint munkatársa, Nagy Elek vallja – "bravúros technikájú, humoros verseit és reklámrigmusait". A német megszállás után deportálták. Élettársa, Pálffy Lili újságírónő, bár reá nem vonatkozott a zsidótörvény, vele együtt önként ment a lágerbe, s együtt váltak a fasiszta terror áldozataivá.

## Kötete
- Elemista voltam... Vidám regény; Lap- és Könyvkiadó Rt., Braşov-Brassó, 1934 (Ajándékregénytár)